# Estação Sretenskii Bulhvar
Sretenskii Bulhvar (em russo:  Сретенский бульвар) é uma das estações da linha Liublinsko-Dmitrovskaia (Linha 10) do Metro de Moscovo, na Rússia. Estação «Sretenskii Bulhvar» está localizada entre as estações «Tchkalovskaia» e «Trubnaia».